# 요코하마 FC
요코하마 FC(横浜 FC)는 일본 J2리그에 소속된 축구팀으로 모기업 전일본공수의 경영난으로 요코하마 F. 마리노스에 합병된 요코하마 플뤼겔스 서포터즈들이 합병에 반발해 독자적으로 창단한 구단이다.

## 역사
요코하마 플뤼겔스가 천황배 우승을 마지막으로 흡수 합병된 1999년에 플뤼겔스 팬들이 사재를 털어 창단하였다. JFL 가맹 후 2년 연속으로 우승, 2002년에 J2리그로 승격하였고, 2006년에 J2리그에서 우승하여 이듬해 J1으로 승격, 요코하마 F. 마리노스와의 요코하마 더비를 성사시켰으나, 그해 꼴찌를 기록하여 다시 J2로 강등되었다.

2024년 J2 리그에서 최종 2위를 기록해 2025년 다시 J1 리그로 복귀에 성공하였다.

## 성적
- J리그 디비전 2 우승: 2006
- 일본 풋볼 리그 우승: 1999, 2000

## 선수단

### 현재 선수 명단
참고: FIFA 자격 규정에 따라 소속된 국가대표팀 국기를 표시합니다. 선수는 복수의 FIFA 비회원국 국적을 가지고 있을 수 있습니다.
| 번호 | 포지션 | 국적 | 이름              |
| ---- | ------ | ---- | ----------------- |
| 1    | GK     |      | 다카오카 요헤이   |
| 2    | DF     |      | 후지이 유타       |
| 3    | DF     |      | 다도코로 료       |
| 4    | DF     |      | 와타나베 마사키   |
| 5    | DF     |      | 니시카와 쇼고     |
| 6    | MF     |      | 나카자토 다카히로 |
| 7    | MF     |      | 이노우에 시온     |
| 9    | FW     |      | 쓰다 도모히로     |
| 10   | MF     |      | 데라다 신이치     |
| 11   | FW     |      | 미우라 가즈요시   |
| 13   | MF     |      | 노자키 요스케     |
| 15   | FW     |      | 나카야마 유우키   |
| 16   | DF     |      | 아라이 준페이     |
| 17   | DF     |      | 구스모토 슈마     |

| 번호 | 포지션 | 국적 | 이름                       |
| ---- | ------ | ---- | -------------------------- |
| 18   | GK     |      | 미나미 유타                |
| 20   | DF     |      | 칼빈 용아핀                |
| 21   | MF     |      | 마스야마 아사히            |
| 22   | DF     |      | 나가타 다쿠야              |
| 25   | MF     |      | 이시이 게이타              |
| 26   | GK     |      | 이치카와 아키노리          |
| 27   | FW     |      | 사이토 코스케              |
| 28   | MF     |      | 마에지마 요타              |
| 29   | MF     |      | 야마모토 료타로            |
| 30   | DF     |      | 고미야마 다카노부          |
| 33   | DF     |      | 가와사키 야스마사          |
| 39   | FW     |      | 오쿠보 데쓰야              |
| 40   | MF     |      | 레안드루 도밍게스 바르보사 |
| 45   | GK     |      | 기타노 다카시              |

## 역대 감독
| 감독                | 임기      |
| ------------------- | --------- |
| 피에르 리트바르스키 | 1999~2000 |
| 피에르 리트바르스키 | 2003~2004 |
| 다카기 다쿠야       | 2006~2007 |
| 츠나미 사토시       | 2008      |
| 야마구치 모토히로   | 2012~2014 |
| 오쿠데라 야스히코   | 2017      |
| 요모다 슈헤이       | 2022~     |

## 같이 보기
- 요코하마 FC 홍콩
- AFC 윔블던
- 부천 FC 1995
- FC 안양